# Sconto Möbel

Logo 2010

Sconto Möbel oder Sconto Möbel-Sofort ist ein Markenname im Möbel-Einzelhandel. Der Name geht auf die ehemalige Möbel Walther zurück, die unter diesem Namen eine Tochter für Discount-Möbel gegründet und 1990 einen ersten Markt eröffnet hatte. Nach Übernahme der Möbel Walther AG durch den Möbelunternehmer Kurt Krieger, dem auch der Höffner-Konzern gehörte, ging sowohl die Mutter als auch die Discount-Tochter nach und nach in der Krieger-Gruppe auf. Als Name für Discountmöbelfilialen und einige unselbstständige Teil- oder Servicegesellschaften der Gruppe wird Sconto auch heute noch verwendet.

## Geschichte
Nach Gründung der SCONTO SB Der Möbelmarkt GmbH wurde der erste SCONTO-SB-Möbelmarkt 1990 in Kleinostheim in Bayern eröffnet. Es folgten weitere 7 Standorte in Ostdeutschland. 1997 kam Lübeck und 1999 kam Weiterstadt hinzu. Nach je drei Neueröffnungen in den Jahren 2004 bis 2006 wurden 2007 fünf Standorte von Möbel Tick übernommen. Die Möbel Walther hatte zu diesem Zeitpunkt schon fast alle unter ihrem eigenen Namen geführten Häuser an Höffner abtreten müssen und konzentrierte sich in der Folgezeit ganz auf die Sconto-SB-Discount-Kette. Mit Wirkung des Geschäftsjahres 2015 wurde Möbel Walther AG jedoch auf die Krieger Handel SE verschmolzen. Auch die Sconto Holding GmbH & Co. KG, die Führungsholding der Sconto-Kette, wurde inzwischen aus dem Handelsregister gelöscht.
Im Jahr 2019 war Sconto insgesamt an 27 deutschen, acht tschechischen und zwei slowakischen Standorten vertreten. Im Zuge der COVID-19-Pandemie wurden einige der Märkte in Deutschland aufgegeben, sodass Ende Dezember 2022 in Deutschland nur noch 20 Filialen plus die Standorte für die Verwaltung und die Lagerhaltung bestehen.

## Standorte

### Deutschland
Anfang 2024 bestehen 20 Filialen in Deutschland:
- Bennstedt
- Berlin-Marzahn
- Chemnitz
- Coswig (Sachsen)
- Dessau-Roßlau
- Erfurt
- Greifswald
- Großpösna
- Gründau-Lieblos
- Hanau-Steinheim
- Jena
- Kiel
- Lübeck
- Magdeburg
- Oststeinbek (bei Hamburg)
- Paderborn
- Rostock
- Schwentinental
- Schwerin
- Stralsund
- Zwickau

Daneben unterhält das Unternehmen ein Zentrallager Braschwitz und seine Firmenzentrale in Schönefeld.

### Tschechien
Anfang 2023 betreibt das Unternehmen über seine Tochter SCONTO Nábytek s. r. o. 8 Filialen in Tschechien:
- Hradec Králové
- Liberec
- Modřice u Brna
- Ostrava
- Prag-Stodůlky
- Prag-Černý Most
- Ústí nad Labem
- České Budějovice

### Slowakei
Anfang 2023 betreibt das Unternehmen über seine Tochter SCONTO Nábytok s.r.o. 4 Filialen in der Slowakei:
- Bratislava
- Nitra
- Trnava
- Žilina

## Märkte (Auswahl)

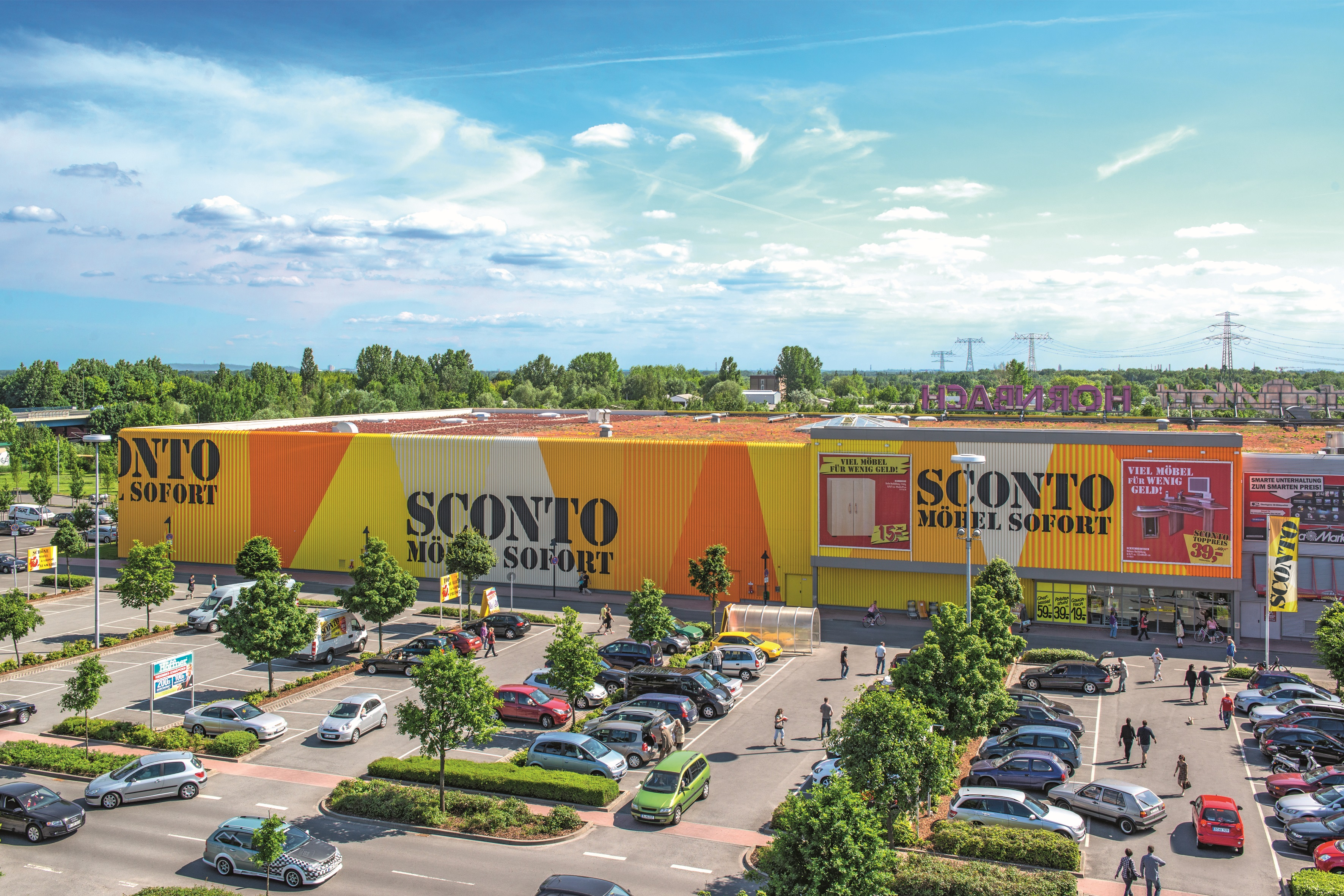
Berlin-Marzahn
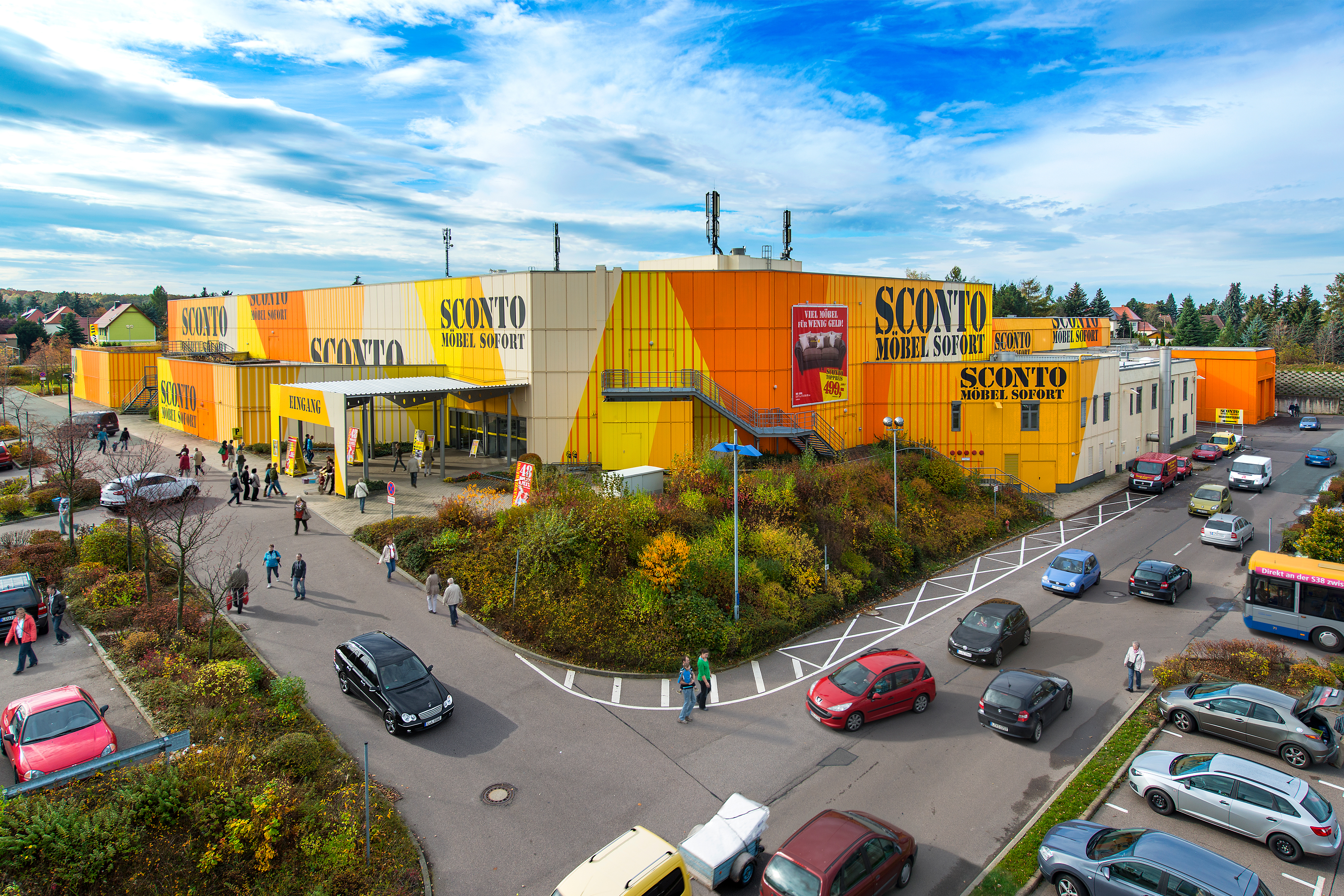
Großpösna
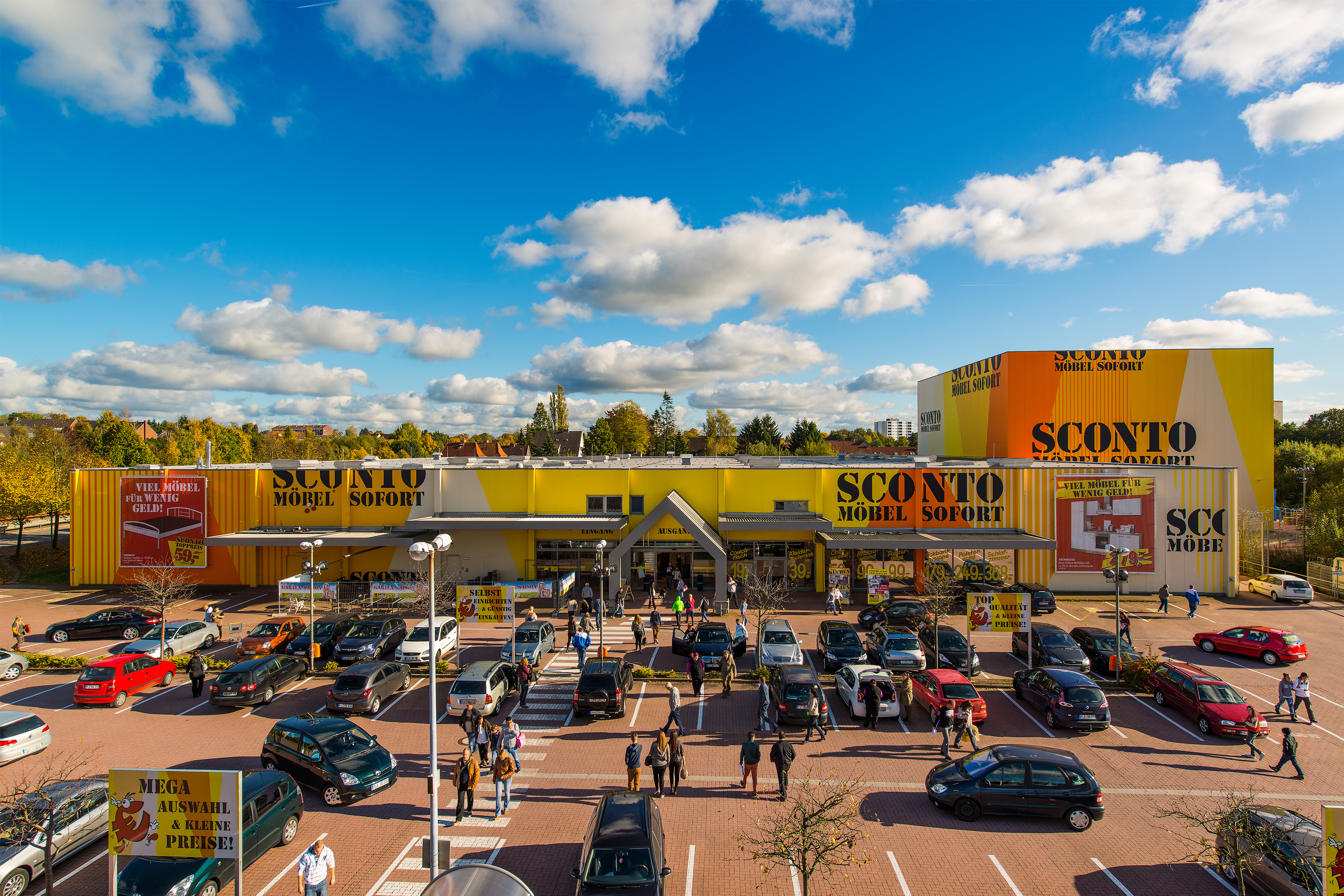
Schwentinental